# Verbesina tapantiana
Verbesina tapantiana là một loài thực vật có hoa trong họ Cúc. Loài này được Poveda & Hammel miêu tả khoa học đầu tiên.